# Rabunek na Jasnej Górze (1909)
Rabunek na Jasnej Górze w 1909 roku (też: Kradzież koron klementyńskich) – kradzież dokonana nocą z 22 na 23 października 1909 roku w częstochowskim sanktuarium na Jasnej Górze, która wstrząsnęła ówczesną polską opinią publiczną. Złodzieje dopuścili się profanacji obrazu Matki Bożej Częstochowskiej.

## Odkrycie i reakcje
Rankiem 23 października 1909 roku jasnogórscy paulini odkryli świętokradcze obrabowanie ikony Czarnej Madonny, pierwszy spostrzegł to dzwonnik o imieniu Bolesław, który przed godziną 5:00 poszedł na chór. 
Wyłamano złote korony Najświętszej Panienki oraz Dzieciątka Jezus, ofiarowane przez papieża Klemensa XI w 1717 roku. Zniknęła też perłowa sukienka Matki Boskiej, oraz liczne kosztowności i wota umieszczone obok wizerunku. „Gazeta Częstochowska”, która w dodatku specjalnym informowała o wielkim świętokradztwie i szczegółach policyjnego dochodzenia, oszacowała straty na „miljon rubli”. Wiadomość o kradzieży odbiła się szerokim echem wśród polskiej ludności zamieszkującej wszystkie trzy zabory. Na wszystkich ziemiach polskich w kościołach i kapliczkach odprawiano msze za odzyskanie świętych kosztowności. O kradzieży koron klementyńskich rozpisywały się gazety w całej Europie. Świętokradztwo poruszyło też dwór w Petersburgu. 
Jedną z konsekwencji kradzieży było odwołanie 30 czerwca 1910 roku ówczesnego przeora klasztoru jasnogórskich paulinów, o. Euzebiusza Rejmana OSPPE. Zastąpił go o. Justyn Weloński.

## Ufundowanie nowych koron
Po kradzieży koron klementyńskich papież Pius X, na przełomie 1909 i 1910 roku ufundował Czarnej Madonnie nowe korony. Uczynił to na prośbę o. Euzebiusza Rejmana, za pośrednictwem arcybiskupa lwowskiego Józefa Bilczewskiego i ks. Adama Stefana Sapiehy, ówczesnego szambelana papieskiego.
Stolica Apostolska ubiegła w ten sposób cara Rosji Mikołaj II, który również był skłonny ufundować nowe korony dla Jasnogórskiego Wizerunku – który stanowił świętość narodową Polaków, a zarazem miał cechy ikony (obraz jasnogórski, jako Częstochowska Ikona Matki Bożej, czczony jest również przez prawosławnych).
Złote korony na obraz przekazał polskiej delegacji duchowieństwa papież 21 kwietnia 1910, który powiedział wtedy m.in.:

Zaledwie dowiedziałem się, że Polska płacze, postanowiłem ofiarować od siebie korony Matce Najświętszej na miejsce tych, które przesłał jeden z moich poprzedników. Boleję tylko, że moje ubóstwo nie pozwoliło mi złożyć daru tak wspaniałego, jaki zaofiarować pragnęło moje serce. Gdyby to było w mojej mocy, to bym cud uczynił, aby dar mój odpowiadał i gorącemu mojemu nabożeństwu ku Bogarodzicy i mojej miłości dla narodu polskiego.

Korony papieskie dla obrazu przywieziono 24 kwietnia 1910 roku, a generał paulinów o. Euzebiusz Rejman przeniósł je z dworca kolejowego na Jasną Górę.
22 maja 1910 roku odbyła się nowa uroczysta koronacja Cudownego Obrazu (korony nałożył bp. Stanisław Zdzitowiecki), która przybrała charakter manifestacji narodowej – uczestniczyło w niej co najmniej ćwierć miliona wiernych.
Nową sukienkę do przyozdobienia obrazu, tzw. sukienkę koralową ofiarowały kobiety ziemi kieleckiej ze wsi Rembieszyce i Złotniki.

## Śledztwo
Intensywne śledztwo wykazało, że sprawca lub sprawcy musieli mieć znakomite rozeznanie w topografii klasztoru, a dodatkowo bardzo dokładnie znali konstrukcję kaplicy. Początkowo myślano, że rabuś lub rabusie dostali się po zostawionej w jednym z okien linie, później zaczęto przypuszczać, że wybrali jakąś inną drogę, a linę przywiązali dla niepoznaki. 
Skradzionych maryjnych klejnotów nigdy nie odnaleziono, nigdy też nie udało się rozwikłać tajemnicy profanacyjnego rabunku.
W związku ze sprawą jeszcze w 1909 roku został aresztowany Wincenty Brodzki oraz jego partnerka Ostrowiczowa, których podejrzewano o dokonanie kradzieży.

## Późniejsze odkrycia
Jeszcze w tym samym 1909 roku część kosztowności odnaleziono pod Dęblinem. W czerwcu 1910 roku informowano w prasie, że dzieci pod pobliskimi Brzezinami odnalazły 141 pereł z rabunku.

## Spekulacje
W miarę upływu czasu utrwaliło się przekonanie, że kradzież stanowiła prowokację polityczną ówczesnych rosyjskich władz zaborczych. Jasna Góra wywierała znaczący wpływ na kształtowanie świadomości narodowej, stanowiąc poważną przeszkodę w rusyfikacji społeczeństwa polskiego. Należy dodać, że kosztowności z obrazu nie należały do najcenniejszych, jakie znajdowały się w zasięgu sprawców. Na polityczny kontekst kradzieży wskazywał też zamiar cara Mikołaja II, aby podarować własne korony dla obrazu.
Niektóre źródła przypisują sprawstwo ojcu Damazemu Macochowi OSPPE, skazanemu w głośnym piotrkowskim procesie z 1912 roku o zabójstwo popełnione w klasztornej celi zakonnika na Jasnej Górze 22 lipca 1910 roku. Prawdopodobnie o. Macoch był agentem tajnej policji carskiej – Ochrany. Choć sam o. Macoch przyznał się do kradzieży koron i sukni Czarnej Madonny, to tego czynu nigdy mu nie udowodniono, a przypuszczenia oparto wyłącznie na politycznych poszlakach. Zmarł w więzieniu w Piotrkowie Trybunalskim 6 września 1916 roku na gruźlicę. 
Inne źródła przypisują sprawstwo Wincentemu Brockiemu, mentorowi znanego polskiego włamywacza i kasiarza „Szpicbródki”.